# Dysstroma calamistrata
Dysstroma calamistrata är en fjärilsart som beskrevs av Moore 1867. Dysstroma calamistrata ingår i släktet Dysstroma och familjen mätare. Inga underarter finns listade i Catalogue of Life.